# Ehegeschichten

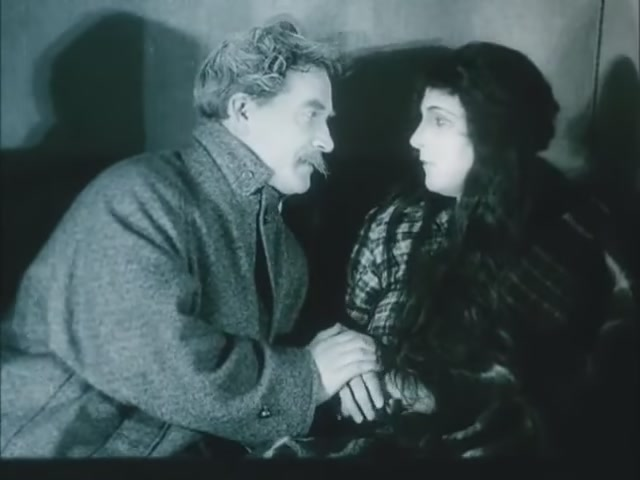
Das zukünftige Ehepaar nach der Rettung aus dem Wasser

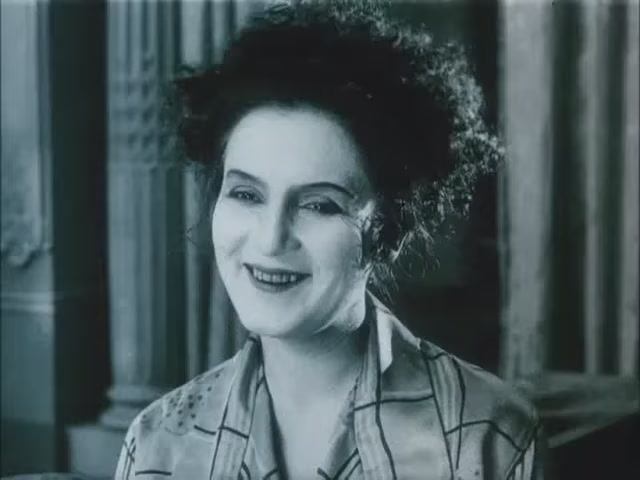
Die Ehefrau (Nathalie Lissenko)

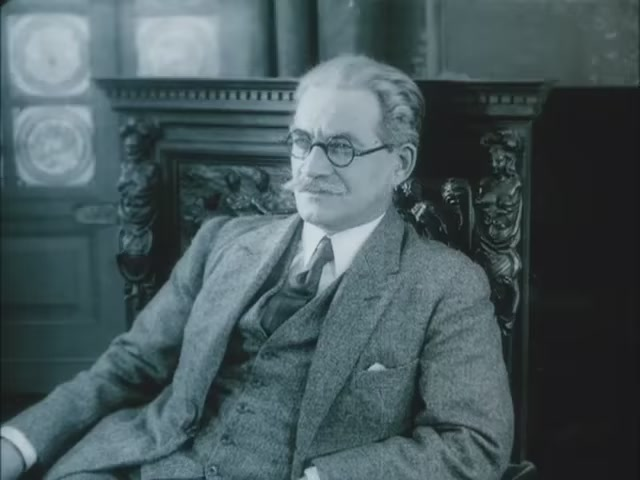
Der Ehemann (Nikolai Kolin)

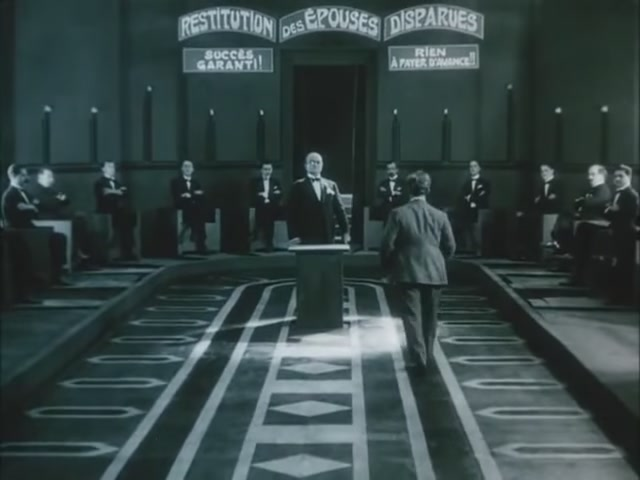
Der Ehemann im Büro zur Wiederbeschaffung verlorener Ehepartner

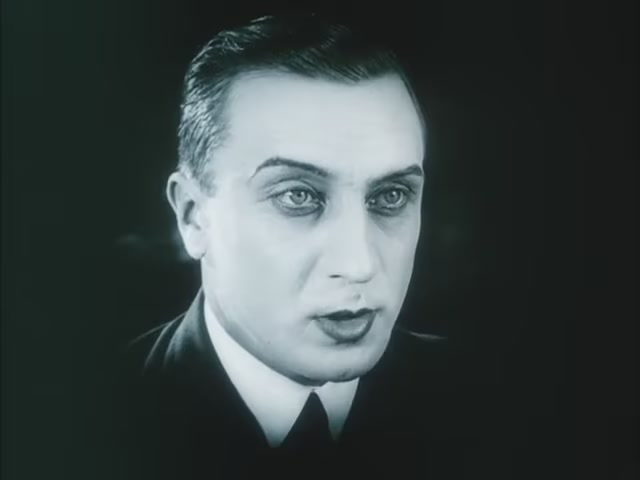
Der Privatdetektiv Zed (Iwan Mosschuchin)

Ehegeschichten (Originaltitel: Le Brasier ardent) ist ein französisches Filmdrama der russischen Regisseure Iwan Mosschuchin und Alexander Wolkow aus dem Jahr 1923. Das Drehbuch schrieb ebenfalls Mosschuchin, der Stummfilm ist eine Produktion der Societe de Films Albatros.

## Handlung
Der Film beginnt mit einer Abfolge düsterer und grauenhafter Szenen, in denen eine Frau von immer demselben Verfolger bedrängt wird, der fortwährend seine Verkleidung wechselt. Erst nach einer Weile erwacht die Frau in ihrem Bett, und ihr selbst und dem Zuschauer wird klar, dass alles nur ein Albtraum war. Sie liest gerade die Memoiren des berühmten Privatdetektivs Zed, und das erklärt den Albtraum: ihre Verfolger während des Traums hatten alle Zeds Gesichtszüge, und ihre Verkleidungen ähnelten jenen, die Zed in seinen Abenteuern gewählt hat und in denen er in seinem Buch abgebildet ist.
Die Frau hat das Glück, einen sehr wohlhabenden Mann gefunden zu haben, der ihr einen luxuriösen Lebensstil und alle möglichen Extravaganzen ermöglicht. Das wird auch daran deutlich, dass der gerade erwachten Frau auf Knopfdruck die Tabletts mit dem Frühstück präsentiert werden, die aus der Wand hinter dem Bett herausgefahren werden, und dass ihre Utensilien für die Morgentoilette ebenfalls auf Knopfdruck von der Zimmerdecke herabschweben, und weitere Knopfdrücke die umfangreiche und nicht lesenswerte Tagespost und Blumen präsentieren. Nur der Knopfdruck zum Herbeirufen der „liebsten Freunde“ lässt ein Hausmädchen erscheinen, die einen großen Korb mit einer beträchtlichen Zahl kleiner Schoßhunde hereinträgt.
In einer Rückblende wird gezeigt, wie die Frau mit einem früheren Partner auf einem Fischerboot in Streit gerät und beide über Bord gehen. Ihr Ehemann, ein südamerikanischer Geschäftsmann, war damals während seines Urlaubs auf seinem Motorboot Zeuge des Unfalls geworden und war selbst ins Wasser gesprungen, um die Frau zu retten. Kurz darauf folgte die Hochzeit des Paares.
Die Ehefrau genießt den Luxus und liebt ihren Mann aufrichtig, aber sie fragt sich auch, ob er sie wirklich liebt. Der Ehemann ist hingegen besorgt, es könnte einen Rivalen geben. Zudem gerät das Paar über den Plan des Mannes in Streit, aus dem „verfluchten Paris“ hinaus aufs Land zu ziehen. Denn sie will ihr „geliebtes Paris“ keinesfalls verlassen. Empört verlässt sie das gemeinsame Haus und springt auf ein Taxi, gefolgt von ihrem Ehemann, der auf das nächste Taxi springt und seine Frau über die Avenue des Champs-Élysées verfolgt. Sie kommen mit einigem Abstand voneinander an einem Haus an, in dessen Innenhof Sie in einem Eingang ein Tor aus ihrem Albtraum zu erkennen glaubt. Sie verbirgt sich vor ihrem Ehemann, lässt ihn vorbeilaufen und kehrt zum Taxi zurück. Der Ehemann wird an dem Eingang durch einen Mechanismus ins Innere des Gebäudes befördert, in dem der berühmte Club des Chercheurs, der Club der Detektive, residiert.
Nach eingehender Befragung wird der Ehemann in das Büro zur Wiederbeschaffung verlorener Ehepartner vorgelassen. Dort verhandelt er mit dem Präsidenten, der ihm, unterstützt von einem Dutzend seiner Detektive, trotz Leugnens auf den Kopf zusagt, dass er die Liebe seiner Frau verloren habe. Schließlich vereinbart der Ehemann, dass ein Detektiv des Clubs ihm binnen zwei Monaten, bei garantiertem Erfolg, die Liebe seiner Ehefrau wiederbeschaffen soll. Dafür hat er 25.000 Francs zu zahlen, im Falle des Scheiterns hätte er Anspruch auf 50.000 Francs. Der Ehemann wählt unter den hässlichen Detektiven einen mit besonders schiefen Gesichtszügen. Als der Ehemann, der Detektiv und der Präsident des Clubs den Vertrag unterzeichnet haben, entpuppt sich der Detektiv ausgerechnet als der gutaussehende Zed. Der Ehemann will ihn als potentiellen Nebenbuhler nicht akzeptieren, doch es zeigt sich, dass alle zwölf Detektive ausgesprochen gut aussehen – alle sind Zed.
Am nächsten Morgen kommt der Ehemann in sein Büro und findet es durchsucht vor. Das Fenster ist eingeschlagen und der Ehevertrag ist verschwunden. Er ruft Zed an, der ihm den Vertrag wiederbeschaffen soll. Unmittelbar nach seiner Ankunft überführt Zed den Butler des Diebstahls von Zigarren seines Hausherrn, und das Hausmädchen des Diebstahls von Parfum der Ehefrau. Dabei bemerkt er, dass aus dem Mantel der Ehefrau, den das Zimmermädchen fortträgt, eine Glasscherbe herausfällt. Beim Gespräch mit dem Ehepaar kommt bei Zed der Verdacht auf, dass die Hausherrin selbst den Einbruch vorgetäuscht und den Vertrag entwendet hat. Am Abend nutzt er deren Abwesenheit zur Durchsuchung ihrer Räume und wird in dem Augenblick von der heimkehrenden Ehefrau überrascht, als er unter ihrem Bett ein Geheimfach mit dem Vertrag findet.
Die Ehefrau will Zed verführen, was ihr beinahe gelingt. Letztendlich bleibt er standhaft, aber er belässt den Vertrag zunächst in ihrem Besitz. Am nächsten Morgen erscheint er im Haus und untersucht die „Einbruchsspuren“. Beim Fortgehen ruft er seine Großmutter an und verabredet sich mit ihr zum Kaffee. Zur Rede gestellt, sagt er der Ehefrau, dass er sich mit jener Frau treffen werde, die er mehr als alles andere auf der Welt liebe. Am Nachmittag besucht Zed mit seiner Großmutter ein elegantes Café, in dem auch die nun auf Zeds Begleiterin eifersüchtige Ehefrau auftaucht. Die Situation klärt sich auf und alle drei unterhalten sich angeregt miteinander.
An einem der folgenden Abende besuchen die Frau und Zed ein Tanzlokal. Die Frau tanzt auf der Bühne mit einem anderen Mann einen Tango und weckt so Zeds Eifersucht. Dieser ruft einen Langzeit-Tanzwettbewerb mit einem Preisgeld von zunächst 1000 und dann 2000 Francs für die anwesenden Frauen aus, er selbst spielt am Klavier. Während seines furiosen Spiels tanzt sie nicht mit, sondern sitzt hinter ihm und himmelt ihn an. Auf der Tanzfläche spielen sich derweil gewalttätige Szenen ab, immer wieder werden erschöpft zusammenbrechende Frauen von ihren männlichen Begleitern hochgezerrt oder mit Schlägen zum Weitertanzen gezwungen. Zed erhöht das Preisgeld auf 3000 Francs und spielt nochmals schneller. Als nur noch zwei Teilnehmerinnen gegeneinander tanzen, erhöhen sowohl Zed als auch die Frau das Preisgeld. Schließlich steht die Siegerin fest, sie reißt die Arme hoch und bricht tot zusammen. Während die entsetzte Ehefrau eilig Hut und Mantel ergreift und den Schauplatz verlässt, ruft Zed den Ehemann an und kündigt ihm die baldige Rückkehr seiner Frau an.
Nun will auch Zed das Lokal verlassen, aber er wird von der empörten Menge als Schuldiger am Tod der jungen Tänzerin bedrängt. Als er sich anscheinend nur noch mit Hilfe einer Schusswaffe die Gegner vom Leib halten kann, steht die „Tote“ auf, winkt lachend mit ihrem Geldgewinn und wird von der Menge bejubelt. Ihr Tod war eine von Zed arrangierte Inszenierung, um die Ehefrau zu schockieren und zur Rückkehr zu ihrem Ehemann zu veranlassen. Zed und die Ehefrau fahren gemeinsam im Taxi, und die Frau gibt zu verstehen, dass ihre grenzenlose Liebe zu Paris gelitten hat: Gruselige Stadt! Ich fürchte sie jetzt, sogar tagsüber.
Am Haus des Paares angekommen, schaut die Frau Zed an, doch in ihren Gedanken sieht sie nicht ihn, sondern einen Bischof aus ihrem Albtraum, der sie zur Rückkehr nach Hause ermahnt. Zed verabschiedet sich, und die Ehefrau eilt ins Haus, wo hinter einem Fenster die Silhouette ihres Ehemanns zu erkennen war. Zed geht ebenfalls zu seinem Heim, dort sind hinter einem Fenster die Silhouetten seiner strickenden Großmutter und seiner Bulldogge zu sehen. Gegenüber der Großmutter täuscht er Zahnschmerzen als Grund für seine offensichtliche Niedergeschlagenheit vor, doch sie scheint ihn zu durchschauen.
In der Zwischenzeit hat sich das Ehepaar versöhnt und plant eine Schiffsreise nach New York. Zed kommt ein letztes Mal ins Haus, um von der Ehefrau den entwendeten Ehevertrag zu erhalten und ihn an den Ehemann zurückzugeben. Am nächsten Tag erfährt das Ehepaar am Hafen, dass ihr Schiff erst am folgenden Tag ablegen wird. Zudem hat der Ehemann vorgeblich vergessen, Zed das vereinbarte Honorar zu übergeben. Die Ehefrau nutzt die Gelegenheit, um den Botengang zu übernehmen und sich auch von Zeds Großmutter zu verabschieden. Sie fährt mit einem Taxi zu Zed. Dort wird sie zunächst von der Großmutter und dann von Zed begrüßt. Er erhält den Umschlag des Ehemanns, den er auftragsgemäß im Beisein der Ehefrau öffnen soll.
In dem Umschlag befindet sich jedoch kein Geld, sondern ein Brief des Ehemanns, der erklärt, seine Frau verlassen zu wollen, da er erkannt habe, dass sie nicht ihn, sondern Zed liebe. Er empfiehlt Zed allerdings, niemals beim Club der Detektive um Hilfe nachzusuchen. Er selbst werde Paris für immer verlassen, in seine Heimat Südamerika zurückkehren, und sei mit der Scheidung einverstanden. Während die Ehefrau mit Zed und seiner Großmutter in deren Haus feiert, sticht der Ehemann auf dem Schiff Liberté in See, und flirtet an Deck mit einer deutlich jüngeren Passagierin.

## Produktionsnotizen
Die Außenaufnahmen zu Ehegeschichten entstanden in Paris und Marseille, die Studioaufnahmen in Montreuil.
Der russischstämmige Szenenbildner und Filmregisseur Eugène Lourié, der zuvor Filmplakate illustriert hatte, war am Set von Ehegeschichten erstmals als Szenenmaler tätig.
Ehegeschichten kam am 2. November 1923 in die französischen Kinos. In den Vereinigten Staaten wurde der Film erst am 25. September 1982 als The Burning Brazier auf dem New York Film Festival gezeigt. 2013 erfolgte die Veröffentlichung auf DVD unter dem Titel The Burning Crucible.